# Michelau (Adelzhausen)
Michelau ist ein Gemeindeteil von Adelzhausen im schwäbischen Landkreis Aichach-Friedberg in Bayern. Der Weiler liegt circa zwei Kilometer östlich von Adelzhausen.

## Geschichte
Mit dem Zweiten Gemeindeedikt vom 17. Mai 1818 wurde Michelau der Gemeinde Heretshausen zugeordnet. 
Zum 1. April 1972 wurde im Zuge der kommunalen Neuordnung Bayerns die Gemeinde Heretshausen mit Michelau zu Adelzhausen eingegliedert.

## Baudenkmäler
Siehe: Liste der Baudenkmäler in Michelau